# Andrés Ollero Tassara
Andrés Ollero Tassara (Sevilla, 15 de maig de 1944), jurista i polític espanyol, és catedràtic de Filosofia del Dret i magistrat del Tribunal Constitucional d'Espanya des de 2012. Membre numerari de l'Opus Dei, va ser diputat a les Corts Generals espanyoles pel Partit Popular (1986-2003).

## Biografia
Nascut a Sevilla l'any 1944, va cursar la Llicenciatura en Dret entre els anys 1960 i 1965 a les Universitats de Sevilla, Barcelona i Múrcia. En aquesta darrera universitat va ser on es va decantar per la Filosofia del Dret gràcies a les classes del professor Mariano Hurtado Bautista.
Va exercir durant molts anys la seva tasca com a docent i investigador a la Universitat de Granada, on va ser professor entre els anys 1965 i 1999 i on el 1983 va assolir la condició de catedràtic de Filosofia del Dret. A Granada va ser el director del Col·legi Major Albayzín i va iniciar el doctorat sota la direcció dels professors Agustín de Asís Garrote i Nicolás María López Caldera i que va obtenir el 1969 defensant la tesi Juan Manuel Ortí y Lara: Tradición y secularización en el siglo XIX español. Durant els seus primers anys com a docent va ser becat per la Deutscher Akamemischer Austauschdienst i va ampliar els seus estudis a Colònia, Constança i a la Universitat de la Sapienza (Roma), becat per l'Istituto Italiano di Cultura. El 1999, per concurs, va obtenir la càtedra de Filosofia del Dret de la Universitat Rei Joan Carles de Madrid.
Membre de l'Opus Dei i de conviccions conservadores, va combinar la seva trajectòria acadèmica amb la militància política. A partir de 1980 va secundar la proposta andalusista de Manuel Clavero Arévalo. El 1986 va ingressar al Partit Demòcrata Popular i va encapçalar la candidatura de la Coalició Popular per Granada al Congrés dels Diputats a les eleccions a les Corts Generals d'aquell any, on va ser escollit diputat. Al Congrés va ser diputat de la III a la VII legislatura de forma ininterrompuda entre els anys 1986 i 2003, renovant l'elecció pel Partit Popular a les eleccions generals de 1989, 1993, 1996 i 2000. Com a parlamentari va ser vicepresident de la Comissió d'Educació i Cultura (1989-93), entre d'altres. Dins el Partit Popular va ocupar la presidència de les comissions nacionals d'Educació, de Justícia i de Recerca Científica i Desenvolupament Tecnològic. També fou membre del Comité Executiu Regional del Partit Popular d'Andalusia.
Va ingressar com a membre a les següents organitzacions: la Reial Acadèmia de Jurisprudència i Legislació de Granada (1996), la Reial Acadèmia de Ciències Morals i Polítiques (2008) i l'Académie Européenne des Sciences, Arts et Lettres (2011). A més és fundador i fou president de la Fundació Ciudadanía y Valores. L'any 2010 va ser investit doctor honoris causa per la Universitat d'Alba Iulia (Romania).
L'any 2012 va ser nomenat magistrat del Tribunal Constitucional d'Espanya a proposta del Congrés dels Diputats. Va prendre possessió del càrrec el dia 23 de juliol. El nomenament va suscitar polèmica i algunes veus van apuntar la possible incompatibilitat a causa de la existent actuació política prèvia del nou magistrat.

## Obres
Algunes de les seves publicacions més destacades són les següents:
- Dialéctica y praxis en Merleau-Ponty, Universidad de Granada, 1971, 164 pp.
- Universalidad y Política, Tradición y secularización en el siglo XIX, Madrid, Instituto de Estudios Políticos, 1972, 238 pp.
- Filosofía del derecho como contrasecularización. Orti y Lara y la reflexión jurídica del XIX, Granada, Universidad, 1974, 211 pp.
- Derecho y sociedad. Dos reflexiones sobre la filosofía jurídica alemana actual. Madrid, Editora Nacional, 1973, 165 pp. ISBN 84-276-1117-X.
- Rechtswissenschaft und Philosophie. Grundlagendiskussion in Deutschland. Ebelsbach, Rolf Gremer Verlag, 1978, 64 pp. ISBN 3-88212-006-1.
- Interpretación del Derecho y Positivismo legalista, Madrid: Editoriales de Derecho Reunidas (Edersa), 1982, 302 p. ISBN 84-7130-389-2.
- Qué hacemos con la Universidad, Madrid, Instituto de Estudios Económicos, 1985, 207 pp. [Incluido luego como el capítulo 2 de Qué hemos hecho con la Universidad. Cizur Menor, 2007]
- Igualdad en la aplicación de la Ley y precedente judicial, Madrid, Centro de Estudios Constitucionales, 1989, 117 pp. ISBN 84-259-0819-1
- Derechos humanos y metodología jurídica. Madrid: Centro de Estudios Constitucionales, 1989. ISBN 84-259-0826-4.
- Droit "positif" et droits de l'homme. Bordeaux, Éditions Bière, 1997. ISBN 2-85276-070-3.
- ¿Tiene razón el derecho? Entre método científico y voluntad política. Madrid, Congreso Diputados, 2006. (2ª edición). ISBN 84-7943-268-3
- Diritto "positivo" e diritti umani. Torino, Giappichelli, 1998, ISBN 88-348-7275-4.
- Discriminación por razón de sexo. Valores, principios y normas en la jurisprudencia constitucional española. Madrid, Centro de Estudios Políticos y Constitucionales, 1999, ISBN 84-259-1091-9.
- Igualdad en la aplicación de la ley y precedente judicial. Madrid, Centro Estudios Políticos y Constitucionales, 2005, 2ª edición. ISBN 84-259-1287-3.
- Bioderecho: Entre la vida y la muerte. Editores: Cizur Menor (Navarra): Thomson-Aranzadi, 2006. ISBN 84-9767-634-3.
- Derechos humanos. Entre la moral y el derecho. México, Universidad Nacional Autónoma de México, 2007, ISBN 970-32-3928-5.
- El derecho en teoría. Cizur Menor, Thomson-Aranzadi, 2007. ISBN 978-84-8355-331-2.
- Qué hemos hecho con la Universidad. Cizur Menor, Thomson-Aranzadi, 2007, ISBN 978-84-8355-332-9.
- Un Estado laico. Libertad religiosa en perspectiva constitucional. Cizur Menor, Thomson-Reuters-Aranzadi, 2009, ISBN 978-84-9903-381-5
- Laicidad y laicismo. México, Universidad Nacional Autónoma de México, 2010. ISBN 978-607-02-1648-0. Arxivat 2010-08-30 a Wayback Machine.
- Derecho y Moral. Una relación desnaturalizada. Con Juan Antonio García Amado y Cristina Hermida del Llano. Madrid, Fundación Coloquio Jurídico Europeo, 2012. ISBN 978-84-615-9505-1.
- La libertad religiosa en España y en el derecho comparado. Andrés Ollero, Cristina Hermida del Llano (coordinadores). Madrid, Iustel, 2012. ISBN 978-84-9890-210-5.
- Religión, racionalidad y política. Granada, Comares, 2013. ISBN 978-84-9045-041-3.

## Condecoracions
- Creu d'honor de l'Orde de Sant Ramon de Penyafort (1998)[13]
- Gran creu de l'Orde d'Alfons X el Savi (2000)[13]
- Creu Oficial al Mèrit per la República d'Àustria (2011)[13]